# Manuele Paleologo (figlio di Tommaso)
Manuele Paleologo (in greco Μανουήλ Παλαιολόγος?, Manouēl Palaiologos; 1455 – 1512) è stato un membro della dinastia dei Paleologi.
Era il figlio minore di Tommaso Paleologo, imperatore bizantino de jure nonché ultimo despota di Morea, e di Caterina Zaccaria.

Suoi fratelli erano Andrea Paleologo (che ereditò dal padre la carica formale di imperatore bizantino), la granduchessa di Mosca Zoe Paleologa ed Elena Paleologa, che sposò il despota di Serbia Lazar II Branković.
Non è da confondere con il nonno, l'imperatore Manuele II Paleologo.

## Biografia
Nato dopo la caduta di Costantinopoli, avvenuta nel 1453, Manuele visse la sua prima infanzia nella Morea (l'odierno Peloponneso) governata dal padre Tommaso. Quando, nel 1460, anche il despotato di Morea cadde sotto il dominio ottomano, la famiglia di Manuele si rifugiò prima a Corfù e poi a Roma dove a Tommaso venne conferito il titolo, ormai puramente onorario, di imperatore bizantino. Si ritiene che dopo la morte di Tommaso nel 1465 i suoi figli, Manuele compreso, vennero posti sotto la tutela del cardinale Giovanni Bessarione.
Poco si sa del resto della sua vita se non del suo ritorno a Costantinopoli durante il regno del sultano ottomano Bayezid II, dove gli fu concesso, in cambio della rinuncia a qualunque pretesa verso il trono bizantino, di spendere i suoi ultimi anni tra lussi e piaceri; in questo periodo divenne padre di due figli, Giovanni ed Andrea, avuti forse da una delle sue schiave.

## Nella cultura di massa
Manuele Paleologo appare nel videogioco del 2011 Assassin's Creed: Revelations come uno dei principali antagonisti.

## Ascendenza
|                        |                          |                       | Genitori                  |  |  | Nonni |  |  | Bisnonni             |  |  | Trisnonni               |  |
|                        |                          |                       |                           |  |  |       |  |  | Giovanni V Paleologo |  |  | Andronico III Paleologo |  |
|                        |                          |                       |                           |  |  |       |  |  | Giovanni V Paleologo |  |  | Andronico III Paleologo |  |
|                        |                          | Anna di Savoia        |                           |  |  |       |  |  | Giovanni V Paleologo |  |  |                         |  |
| Manuele II Paleologo   |                          |                       |                           |  |  |       |  |  | Giovanni V Paleologo |  |  |                         |  |
|                        |                          | Elena Cantacuzena     | Giovanni VI Cantacuzeno   |  |  |       |  |  |                      |  |  |                         |  |
|                        |                          | Elena Cantacuzena     | Giovanni VI Cantacuzeno   |  |  |       |  |  |                      |  |  |                         |  |
|                        |                          | Elena Cantacuzena     | Irene Asanina             |  |  |       |  |  |                      |  |  |                         |  |
| Tommaso Paleologo      |                          | Elena Cantacuzena     |                           |  |  |       |  |  |                      |  |  |                         |  |
|                        |                          | Costantino Dragaš     | Dejan Dragaš              |  |  |       |  |  |                      |  |  |                         |  |
|                        |                          | Costantino Dragaš     | Dejan Dragaš              |  |  |       |  |  |                      |  |  |                         |  |
|                        |                          | Costantino Dragaš     | Teodora di Serbia         |  |  |       |  |  |                      |  |  |                         |  |
| Elena Dragaš           |                          | Costantino Dragaš     |                           |  |  |       |  |  |                      |  |  |                         |  |
|                        |                          | Eudocia Comnena       | Alessio III di Trebisonda |  |  |       |  |  |                      |  |  |                         |  |
|                        |                          | Eudocia Comnena       | Alessio III di Trebisonda |  |  |       |  |  |                      |  |  |                         |  |
|                        |                          | Eudocia Comnena       | Teodora Cantacuzena       |  |  |       |  |  |                      |  |  |                         |  |
| Manuele Paleologo      |                          | Eudocia Comnena       |                           |  |  |       |  |  |                      |  |  |                         |  |
|                        | Andronico Asen' Zaccaria | Centurione I Zaccaria |                           |  |  |       |  |  |                      |  |  |                         |  |
|                        | Andronico Asen' Zaccaria | Centurione I Zaccaria |                           |  |  |       |  |  |                      |  |  |                         |  |
|                        | Andronico Asen' Zaccaria | Elena Zaccaria        |                           |  |  |       |  |  |                      |  |  |                         |  |
| Centurione II Zaccaria | Andronico Asen' Zaccaria |                       |                           |  |  |       |  |  |                      |  |  |                         |  |
|                        |                          | Mavros di Arcadia     | Erardo III di Arcadia     |  |  |       |  |  |                      |  |  |                         |  |
|                        |                          | Mavros di Arcadia     | Erardo III di Arcadia     |  |  |       |  |  |                      |  |  |                         |  |
|                        |                          | Mavros di Arcadia     | …                         |  |  |       |  |  |                      |  |  |                         |  |
| Caterina Zaccaria      |                          | Mavros di Arcadia     |                           |  |  |       |  |  |                      |  |  |                         |  |
|                        |                          | Leonardo II Tocco     | Leonardo I Tocco          |  |  |       |  |  |                      |  |  |                         |  |
|                        |                          | Leonardo II Tocco     | Leonardo I Tocco          |  |  |       |  |  |                      |  |  |                         |  |
|                        |                          | Leonardo II Tocco     | Maddalena Buondelmonti    |  |  |       |  |  |                      |  |  |                         |  |
| Creusa Tocco           |                          | Leonardo II Tocco     |                           |  |  |       |  |  |                      |  |  |                         |  |
|                        |                          | …                     | …                         |  |  |       |  |  |                      |  |  |                         |  |
|                        |                          | …                     | …                         |  |  |       |  |  |                      |  |  |                         |  |
|                        |                          | …                     | …                         |  |  |       |  |  |                      |  |  |                         |  |
|                        |                          | …                     |                           |  |  |       |  |  |                      |  |  |                         |  |